# نیژفورد
نیژفورد (به هلندی: Nijefurd) یک منطقهٔ مسکونی در هلند است که در فریسلاند واقع شده‌است. نیژفورد ۲۸۹٫۱۷ کیلومتر مربع مساحت و ۱۰٬۸۸۷ نفر جمعیت دارد.